# Лестерширский пирог со свининой
Лестерширский пирог со свининой или Мелтон Моубрей (англ. Melton Mowbray pork pie) — традиционный британский холодный мясной пирог. Начинку готовят из достаточно крупно рубленной свинины, запекают в тесте, замешанном на горячей воде. После выпечки внутрь пирога добавляется жидкий галантир (в данном случае — перенасыщенный свиной бульон с пряностями): мясо во время приготовления расширяется, а при последующем охлаждении сжимается. Желе заполняет образовавшиеся пустоты, что помогает долго сохранять пирог и поддерживать его влажным. Блюдо подают в качестве закуски, отдельно или с домашними соленьями, с салатом.

## История блюда с защищённым географическим указанием
Хотя варианты выпечки с мясом, употребляемой холодной, известны почти по всей Англии, рецептура данного пирога стала традиционной для города Мелтон-Моубрей в графстве Лестершир, по названиям которых он и известен всему миру. Практичность формы и его сытность местная знать впервые оценила при охоте на лис в конце XVIII века, обратив внимание на вполне скромную трапезу конюхов и слуг. С тех пор блюдо претерпело минимальные изменения. Свинина измельчается ножом, но не до состояния фарша, начинка формуется вручную в оболочку из теста, замешанном на горячей воде. В отличие от других английских пирогов со свининой, Мелтон Моубрей пекут без обручей или форм, поэтому они приобретают неправильную, характерную «форму луковицы», чуть более широкую внизу. Такие элементы рецептуры были закреплены официально, в 2008 году Европейская комиссия, спустя 10 лет после рассмотрения заявки, присвоила блюду статус PGI (Защищённое географическое указание). Добавлены и дополнительные требования, актуальность которых вызвана развитием современных технологий. В приготовлении должно использоваться только мясо свиней, которое не подвергалось дополнительной обработке: ферментации, солению, квашению; при выращивании животных не должны были использоваться искусственные добавки в корма и антибиотики. Использование только что забитой, не обработанной свинины придаёт продукту на срезе естественно серый, а не розовый цвет, что является ещё одним признаком по PGI. Для контроля за производством и распространением защищённой по географическому наименованию продукцией создана Ассоциация производителей пирогов Мелтон Моубрей (MMPPA англ. Melton Mowbray Pork Pie Association)

## Другие варианты английских пирогов со свининой
В Англии распространена вариация на тему пирога со свининой — Gala pie (≈ Праздничный пирог). В нём к свинине добавляют мясо курицы, а в центре помещают варёное яйцо. 
Такой пирог обычно запекают в форме длинного бруска, похожего на буханку хлеба. При сервировке его разрезают поперёк, и на срезе каждой порции видны все элементы начинки: желток, белок, мясо. Наиболее умелые кулинары для того, что бы каждый кусок был одинаков, и не было порций только с краями белка, делали предварительно так называемые «длинное яйцо» (англ. long egg). Для этого они отделяли белки от желтков и варили их по очереди в специальных цилиндрах. В настоящее время такой продукт производят на пищевых предприятиях, кроме того, в некоторых кухонных процессорах предусмотрена функция для изготовления «длинного яйца».
Ещё один вариант Мелтон Моубрей — Рicnic pie (≈ Пирог для пикника). Обычно они имеют меньшие размеры, а в свиную начинку, как правило, добавляют дополнительные ингредиенты: яблоки, ягоды, солёные огурцы, бекон и так далее. В ряде случаев твёрдую верхушку пирога заменяют кондитерской решёткой, что делает начинку открытой.